# Hřib koloděj

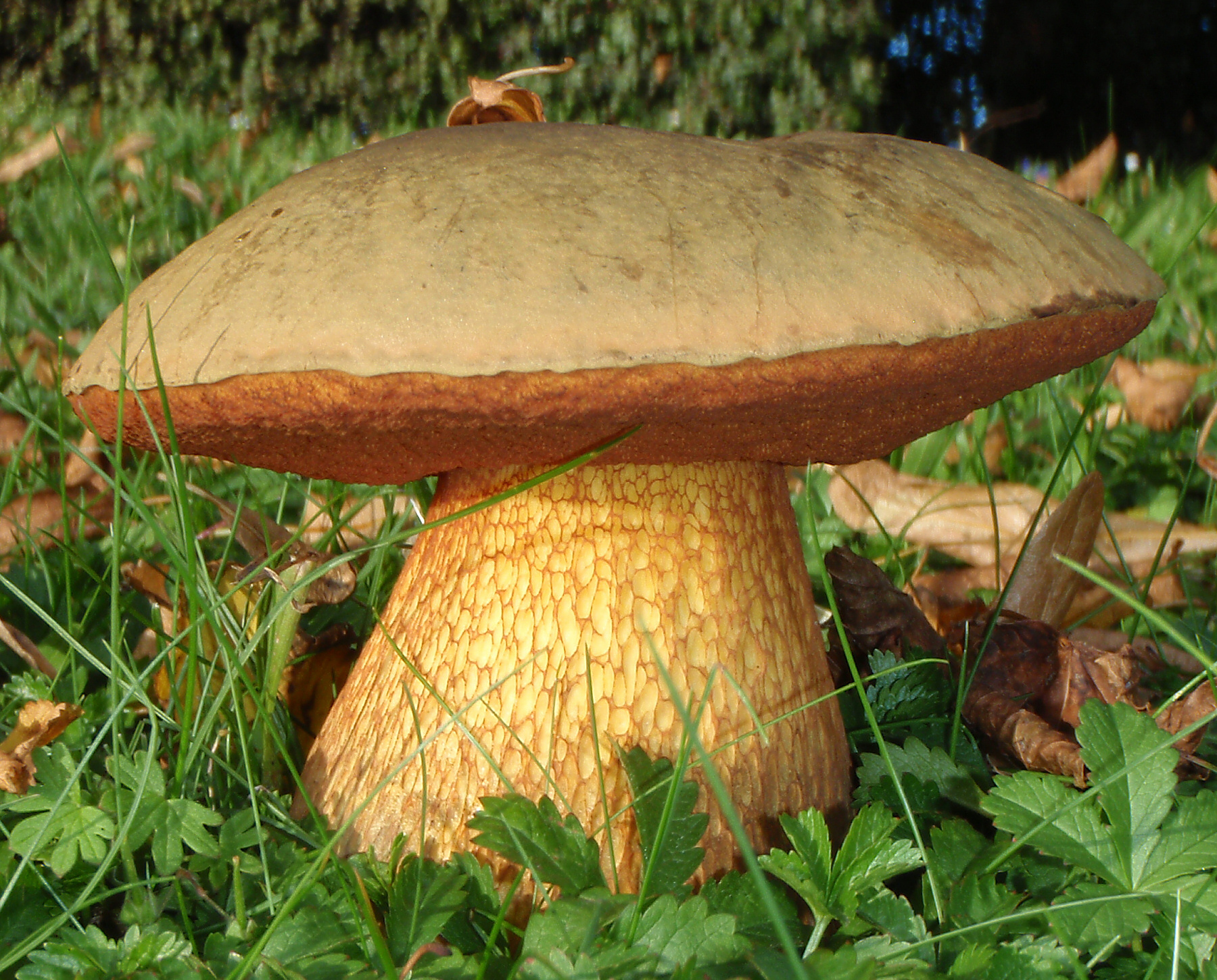
Hřib koloděj

Hřib koloděj (Suillellus luridus (Schaeff.) Murrill 1909) je jedlá houba z čeledi hřibovitých, která patří mezi barevné a modrající hřiby. Do roku 2014 byl řazen do sekce Luridi rodu Boletus, na základě biomolekulárních analýz náleží do samostatného rodu Suillellus.

## Synonyma
- Boletus luridus Schaeff.: Fr.[3] 1774
- Dictyopus luridus (Schaeff.) Quél. 1888[4]
- Leccinum luridum (Schaeff.) Gray 1821[4]
- Suillellus luridus (Schaeff.) Murrill 1909[4]
- Tubiporus luridus (Schaeff.) P. Karst. 1881[4]
- hřib koloděj[3]
- koloděj
- kolář[5]

Na území bývalého Československa se dále používaly lidové názvy (často společné i pro hřib kovář, který od koloděje mnozí houbaři nerozlišovali): siniak, sinál, modrák, svetlák, svetláň, belaskár, belasniak, nemec, baniar, baník, komprd, karmazín, harasník, súkenák, červené nohavice, jedlák, koniak, počeč a další.
Názvy koloděj či kovář pocházejí od kožovitého hnědého povrchu klobouku, barvou podobného kožené kolářské nebo kovářské zástěře.

## Vzhled

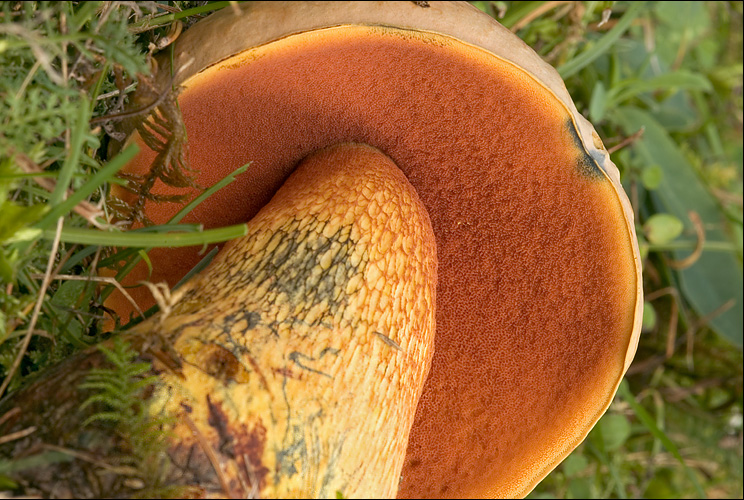
Póry jsou drobné, zbarvené v odstínech od červenohnědé až po žlutooranžovou

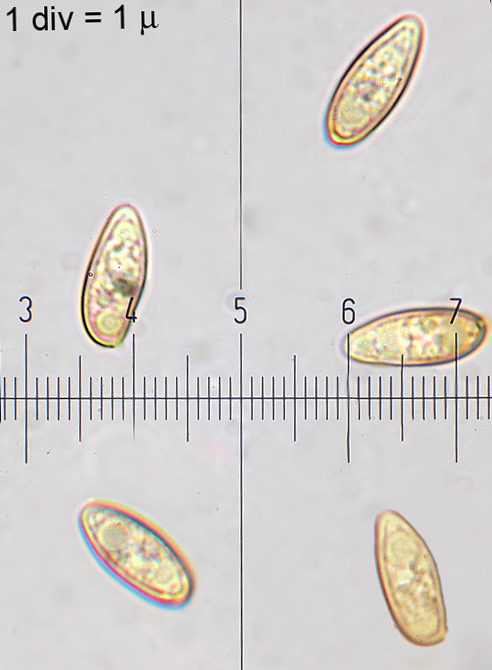
Výtrusy

### Makroskopický
Klobouk má v průměru 60 – 140 (180) mm (uváděno i 40 – 200 mm), je tlustě masitý, jemně ojíněný, sametový, suchý, pomačkáním trochu tmavnoucí. Povrch může být bledě žlutokrémový, žlutoolivový, okrový, okrově olivový, naoranžověle rezavý, hnědooranžový, světle hnědý, vzácně až sytě hnědý nebo hnědoolivový (další možná zbarvení následují v kapitole formy).
Rourky jsou žluté, v dospělosti žlutozelené. Poškozením modrají.
Póry jsou zpočátku žluté, pak oranžové až cihlově červené, pomačkáním modrají.
Třeň je v mládí břichatý či soudkovitý, dospělosti mění tvar na válcovitý nebo kyjovitě ztlustlý, pod kloboukem žlutý, uprostřed červenavý, naspodu tmavě červený téměř hnědý, celý pokrytý výraznou hnědočervenou síťkou s protáhlými očky. Některé formy mohou mít síťku redukovanou (viz samostatná kapitola).
Dužina je světle (bledě) žlutá, v bazální části nebo spodní polovině třeně vínově červená, na řezu okamžitě modrozelená, po delší chvíli se odbarvuje do žlutošeda.

### Mikroskopický
Výtrusy jsou žlutavé. Dosahují (11) 12 – 14 (16) × (5) 5,5 – 6,5 μm, jsou hladké, široce vřetenovité, při bočním pohledu je patrná suprahilární deprese. Trichodermové hyfy na povrchu klobouku mají průměr 3 – 6 μm.

## Výskyt
Roste hojně v létě a na podzim ve smíšených a listnatých lesích, tvoří mykorhizu s duby, buky, lipami, břízami, habry a lískami. Někdy bývá zmiňován i vzácný výskyt pod smrky, starší publikace uvádějí kromě listnáčů i výskyt pod jedlemi. Je možné ho nalézt také v parcích a zahradách, vyskytuje se i na hrázích rybníků. Nejčastěji roste v nížinách a pahorkatinách, v horských oblastech je vzácný. Fruktifikuje od května do října.

## Rozšíření
Roste v mírném pásu severní polokoule, po celé Evropě, v Turecku, na východě USA, v Kanadě a Mexiku.
V rámci chráněných území České republiky byl výskyt hřibu koloděje popsán mimo jiné na následujících lokalitách:
- Hřibová rezervace Stachy (okres Prachatice)
- Koda[12] (okres Beroun)
- Mykologická lokalita Kněževes (okres Rakovník)
- Velký vrch[13][14] (okres Louny)
- Vrbenské rybníky (okres České Budějovice)

## Záměna
- hřib kovář (Neoboletus luridiformis) – postrádá síťku na třeni
- hřib kavkazský (Boletus caucasicus) – síťka je vyvinuta jen v horních partiích třeně
- hřib Quéletův (Suillellus queletii) – chybí síťka, horní polovina třeně je světlá
- hřib kříšť (Caloboletus calopus) – žluté póry, hořká dužnina, spíše pod jehličnany

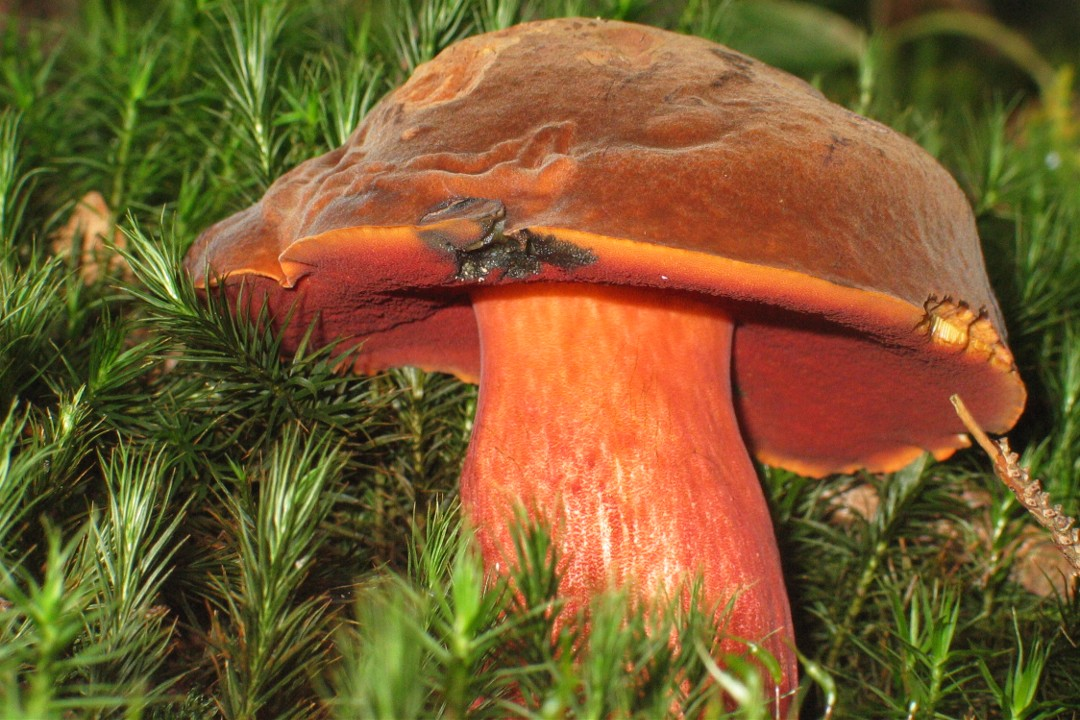
hřib kovář
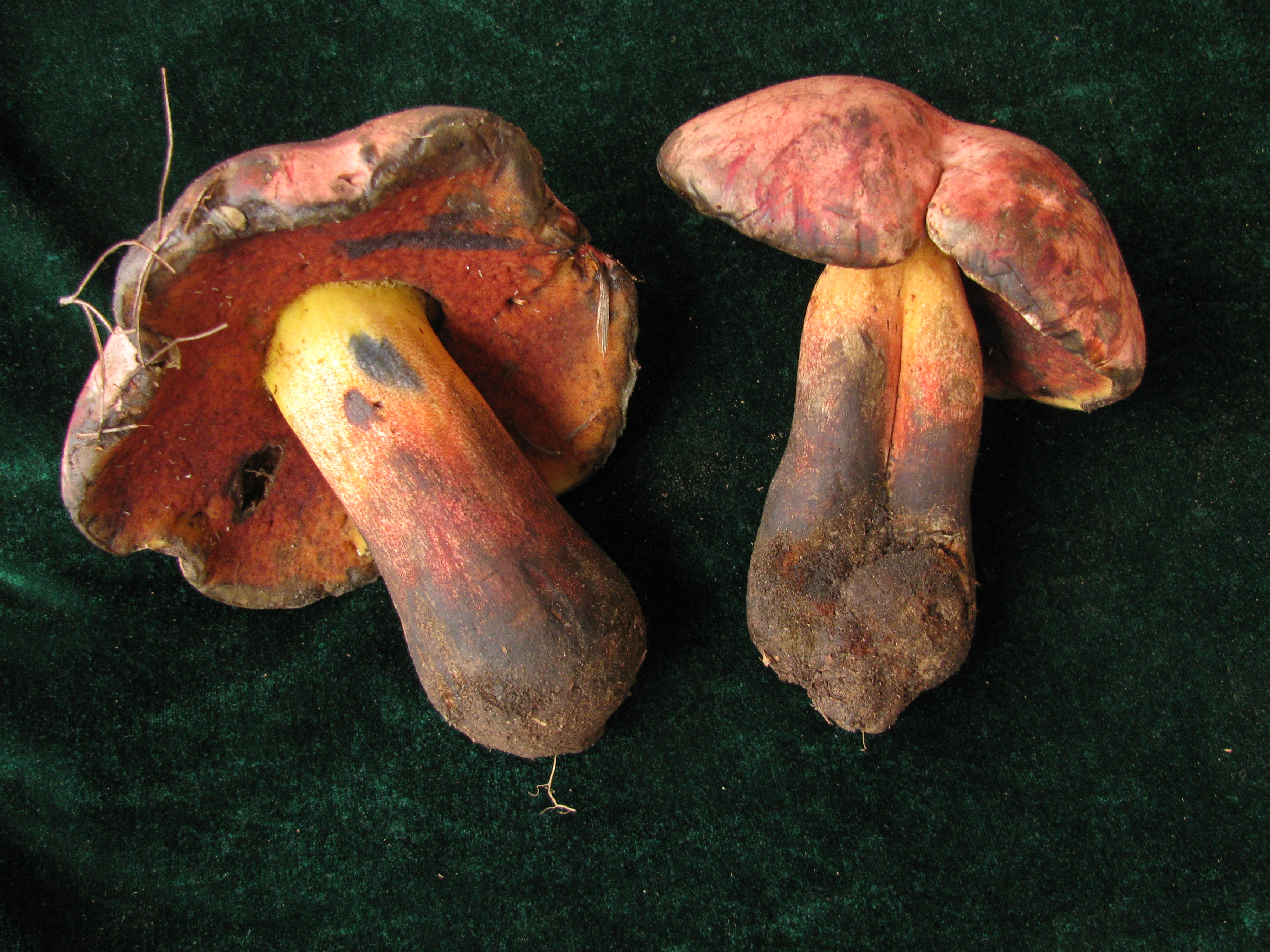
hřib Quéletův
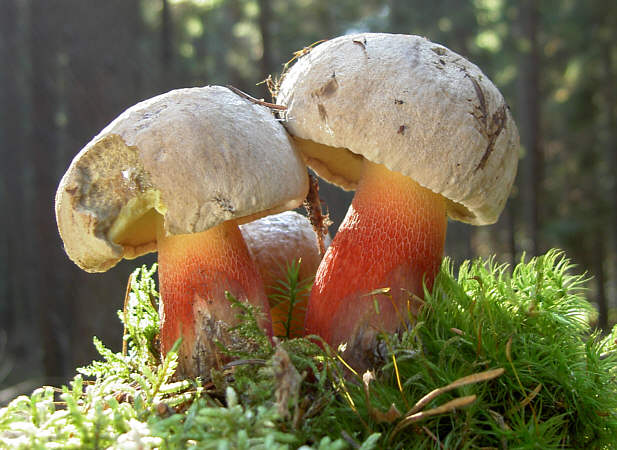
hřib kříšť

Hřib koloděj je možné zaměnit za hřib kovář, který má obvykle tmavší klobouk a vždy postrádá síťku na třeni. Hřib kovář je též jedlý. Také je možná záměna s hřiběm kříštěm, ten má však citronově žlutá ústí rourek a velice hořkou chuť.

## Formy a variety

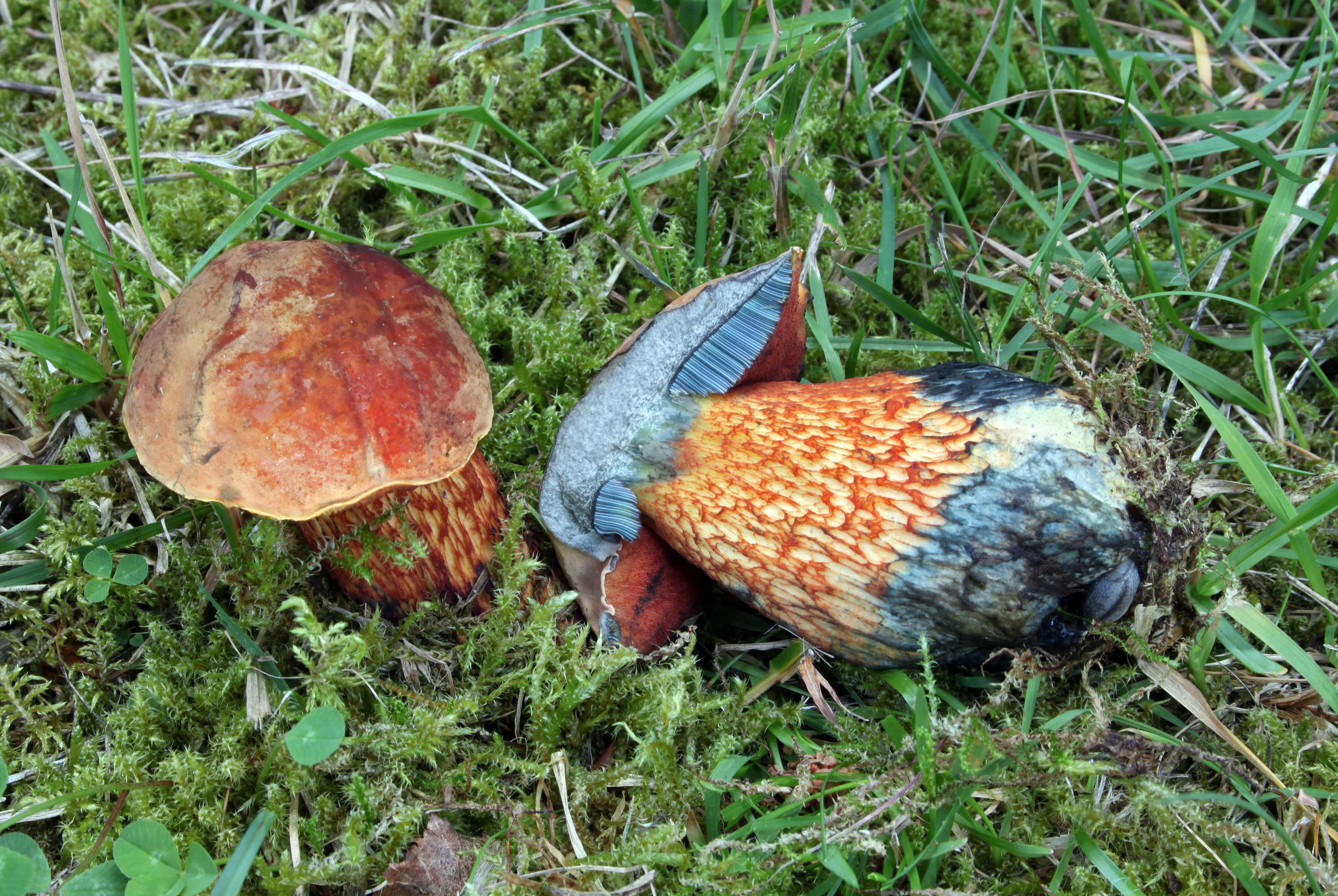
Hřib koloděj červený

Hřib koloděj je velmi variabilní druh – popsána je řada forem, variet a poddruhů:

### Hřib koloděj prvosenkový
Boletus luridus f. primulicolor Simonini 1997. Jde o tzv. xanthoidní formu hřibu koloděje, která se vyznačuje tím, že ztratila červené barvivo, takže jsou celé plodnice prvosenkově žluté. Charakteristické modrání na poraněných místech i síťka na třeni (ovšem žlutá) jsou zachovány. Podobný hřib (kovář) žlutý síťku postrádá.

### Hřib šumavský
Boletus gabretae Pilát 1968. Stejné znaky jako hřib koloděj prvosenkový, ale jediný doložený nález pochází z horské smrčiny na Šumavě.

### Hřib koloděj červený
Boletus luridus var. rubriceps (Maire) Dermek 1987, původně popsaný jako Tubiporus luridus var. rubriceps Maire 1937. V české literatuře uváděný jako hřib koloděj červený, hřib koloděj červenohlavý nebo hřib červenohlavý. Tato varieta se vyznačuje červeným zbarvením klobouku. Od hřibu kováře červenohlavého jej liší přítomnost síťky na třeni.

### Hřib koloděj rudomasý
Boletus luridus var. erythroteron (Bezděk) Pilát et Dermek 1987. Hřib koloděj rudomasý se vyznačuje výrazněji červeným zbarvením dužniny (rozsah červeného zbarvení přesahuje bázi nebo spodní polovinu třeně).

### Hřib kavkazský
Boletus caucasicus Singer ex Alessio 1985. Někteří mykologové jej klasifikují jako samostatný druh, jiní jako poddruh hřibu koloděje a další jako jeho formu. Jednoznačný závěr by přinesla až molekulární analýza této houby. Hřib kavkazský se od hřibu koloděje liší síťkou, která je vyvinutá pouze v horní části třeně. Spodní polovina je (podobně jako u hřibu kováře) kryta červenými plstnatými vločkami.

## Konzumace
Chuť a vůně je nenápadná a příjemná. Je jedlý a velmi dobrý, bezpečná je konzumace po důkladné tepelné úpravě (minimálně 20 minut) – podle některých autorů je za syrova mírně jedovatý.

### Nežádoucí účinky
Podle některých zdrojů (BUDMIGER a KOCHER 1982) vykazuje nesnášenlivost s alkoholem, kávou a čajem, projevující se podobnými příznaky, jaké byly popsány u hnojníků. Zprávy o interakci s alkoholem pocházely z území bývalého SSSR; nesnášenlivost s čajem nebyla podle jiných zdrojů pozorována u žádných hub.

### Jedovatost
Některé publikace uvádějí, že hřib koloděj může být za syrova jedovatý a při nedostatečné tepelné úpravě může působit žaludeční potíže. Na území Československa však (přinejmenším do roku 1974) nebyla popsána jediná otrava tímto druhem.
Na nevěrohodnost zpráv o otravě hřibem kolodějem poukazoval již Jan Bezděk na přelomu 19. a 20. století. Upozornil na tři zásadní fakta, která vedla k rozšíření zpráv o jedovatosti koloděje. První tkví v některých starších mykologických dílech, jejichž autoři nerozlišovali jednotlivé druhy modrajících hřibů se síťkou na třeni (tedy i jedovaté houby jako hřib satan nebo hřib nachový) a souhrnně je řadili pod název Boletus luridus. Tím vztáhli jedovatost některých druhů i na druhy ostatní. Druhý důvod spočívá ve skutečných otravách, které byly zaznamenané, ale jejichž původce nebyl odborně určen. Opět tak mohlo jít o otravu hřibem satanem.
Třetí díl mají na svědomí chybně koncipované experimenty – Bezděk zmiňuje pokus, který provedl Dr. L. Planchon a zaznamenal Gillot: 150 g drobně nakrájeného koloděje (B. luridus) bylo uvařeno v 500 g vody a s chlebem podáno „malému, hubenému, poněkud churavému(!) psíkovi“. Šest hodin poté nastalo zvracení, průjem, další den pes odmítal žrádlo a po třech dnech od požití houby zemřel. Krom experimentu na nemocném psu, který má navíc fyziologii odlišnou od lidské, zmínil Bezděk i pokusy s podkožními injekcemi šťávy ze syrových hub zvířatům. Takový postup zpochybňuje slovy:
| „                  | Neníť neznámo, že každý živočich látku, přijatou ku své výživě, nejprve v ústrojí zažívacím musí jaksi spodobiti (assimilovati), v zažitinu přeměniti, a že přímo do krve vpravena, byť i jinak zcela neškodná byla, působiti může škodlivě. | “ |
| — Jan Bezděk, 1901 | |   |